# Gallo (costellazione)
Il Gallo (Gallus in latino) era una costellazione creata dal teologo olandese Petrus Plancius, che la raffigurò sul suo globo celeste del 1612. L'astronomo tedesco Jakob Bartsch, genero di Keplero, che cercava di trovare un riferimento biblico in tutte le costellazioni, scrisse nella sua opera Usus Astronomicus (1624) che tale costellazione rappresentava il gallo che cantò dopo che Pietro rinnegò tre volte Gesù. Se questa fosse stata anche l'intenzione di Plancius non possiamo affermarlo con certezza, dato che non lasciò scritta alcuna testimonianza al riguardo. Oltretutto Bartsch non sapeva nemmeno che tale costellazione fosse stata introdotta da Plancius. Vide per la prima volta il Gallo su un globo del 1621 costruito dal tedesco Isaac Habrecht e ritenne erroneamente che fosse stato proprio quest'ultimo il suo ideatore.
Il Gallo era situato nella Via Lattea, a sud dell'equatore celeste, nella parte settentrionale di quella che oggi è la Poppa. Nonostante parecchi astronomi riconobbero il Gallo come costellazione, esso non venne rappresentato sulle carte di Johann Elert Bode e fu ben presto dimenticato.